# Кот Феликс
Кот Феликс (англ. Felix the Cat) — антропоморфный кот, герой мультфильмов, появившийся в эпоху немого кино. Чёрное тело, большие белые глаза, широкая улыбка и сюрреализм ситуаций, в которые он попадал по сюжету, сделали Феликса одним из самых узнаваемых персонажей в истории мультипликации. Кот Феликс стал первым анимационным персонажем, достигшим популярности, способной привлечь зрителей обычных фильмов.

## Образ
На протяжении всего времени существования персонажа неизменной в коте Феликсе оставалась лишь окраска: это был чёрный кот с белыми мордой и глазами. По утверждению Отто Мессмера, такая внешность была обусловлена простотой изображения и анимации персонажа.
Первоначально Феликс был угловат и больше похож на настоящих кошек. Его непропорциональные стопы стали традиционными для американской анимации антропоморфных персонажей: Микки Мауса, Багза Банни, Вуди Вудпекера и других.
Более округлые формы у кота появились после вмешательства Билла Нолана. Художник считал, что это лучше соответствует традициям комикса, а главное, позволяет рисовать быстрее. Новая внешность соответствовала «О-образному» стилю: огромная круглая голова с круглыми глазами и круглыми кулаками, которые, разжавшись, превращались в четырёхпалые ладони — ещё одна деталь, ставшая традицией. Эта смена стиля тем не менее не изменила некоторых чисто кошачьих повадок персонажа: Феликс пользовался всеми четырьмя лапами, если нужно было быстро удирать, и был не прочь поймать и съесть мышь.
В эпоху немых фильмов Феликса иногда называли Чарли Чаплином мультипликационных персонажей. Как и герои Чаплина, кот был бродягой, вынужденным существовать если не во враждебном, то, по крайней мере, равнодушном мире. Преодолевать трудности ему помогали изобретательность и
некоторая степень жестокости. Ярко демонстрируемые чувства придавали образу индивидуальность и привлекали зрителей.
Возрождение сериала в пятидесятые годы снова изменило внешность Феликса: Джо Ориоло удлинил нижние конечности кота и избавил его от необходимости использовать хвост самым сюрреалистичным образом. Одновременно, но почти незаметно он лишился и усов. В таком виде Феликс существует до настоящего времени.

## История
Остаётся невыясненным, кто создал Кота Феликса. Австралийский мультипликатор и предприниматель Пэт Салливан, владелец прав на персонажа, утверждал, что является его автором. Американскими исследователями в течение многих лет авторство приписывалось американскому мультипликатору Отто Мессмеру, работавшему у Салливана ведущим аниматором, однако его приоритет доказан не был. Рисунки и подписи в Feline Follies определены как работа Пэта Салливана, при этом Мессмер утверждал, что Салливан не принимал непосредственного участия в создании мультфильмов. Достоверно установлено, что персонаж появился на студии Салливана, и фильмы с участием Кота Феликса достигли пика популярности в 1920-е годы.
В начале 1920-х годов Феликс играл значительную роль в поп-культуре. В 1923 году появились комиксы о Феликсе, рисовал которые Отто Мессмер, изображение кота размещали на различных предметах, включая керамику и открытки. Несколько производителей выпустили мягкие игрушки в виде Кота Феликса. Джазовые ансамбли, например, оркестр Пола Уайтмена, исполняли песни про Феликса (Felix Kept On Walking и другие).
К концу 1920-х годов с появлением звуковых фильмов популярность Феликса стала снижаться. На фоне короткометражных мультфильмов Уолта Диснея о Микки Маусе, сопровождаемых синхронным звуком, продукция Салливана и Мессмера, не желавших использовать новую технологию, выглядела устаревшей. Салливан выпустил звуковые мультфильмы с Феликсом в 1929 году через Copley Pictures, но они не имели успеха, и в 1930 году производство фильмов прекратилось. В 1933 году Салливан умер. В 1936 году Van Beuren Studios предприняла попытку возрождения сериала, выпустив три мультфильма.
На американском телевидении трансляция мультфильмов о Коте Феликсе началась в 1953 году. В то же время Джо Ориоло, выпускавший комиксы о коте, в новом мультсериале представил публике обновлённый образ Феликса, отличавшийся от прежнего более длинными ногами. Ориоло также добавил новых персонажей и придумал для Феликса «волшебную сумку», способную принимать любую форму. С тех пор Феликс появился в нескольких телепередачах и двух полнометражных фильмах. Его образ до сих пор широко используется в производстве одежды и игрушек. В настоящее время производством фильмов с участием Феликса заведует Дон Ориоло, сын Джо Ориоло.

### Создание

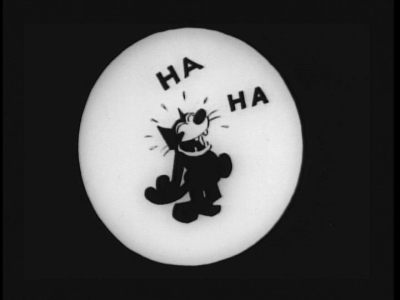
Феликс смеётся. Из фильма Felix in Hollywood (1923)

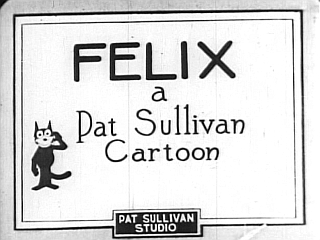
Заставка мультфильма о Феликсе

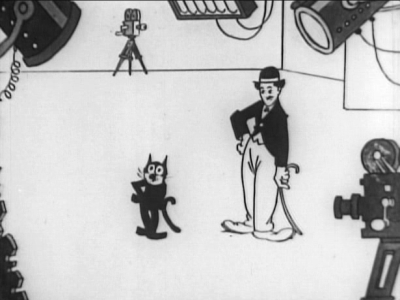
Феликс вместе с Чарли Чаплином. Из фильма Felix in Hollywood (1923)

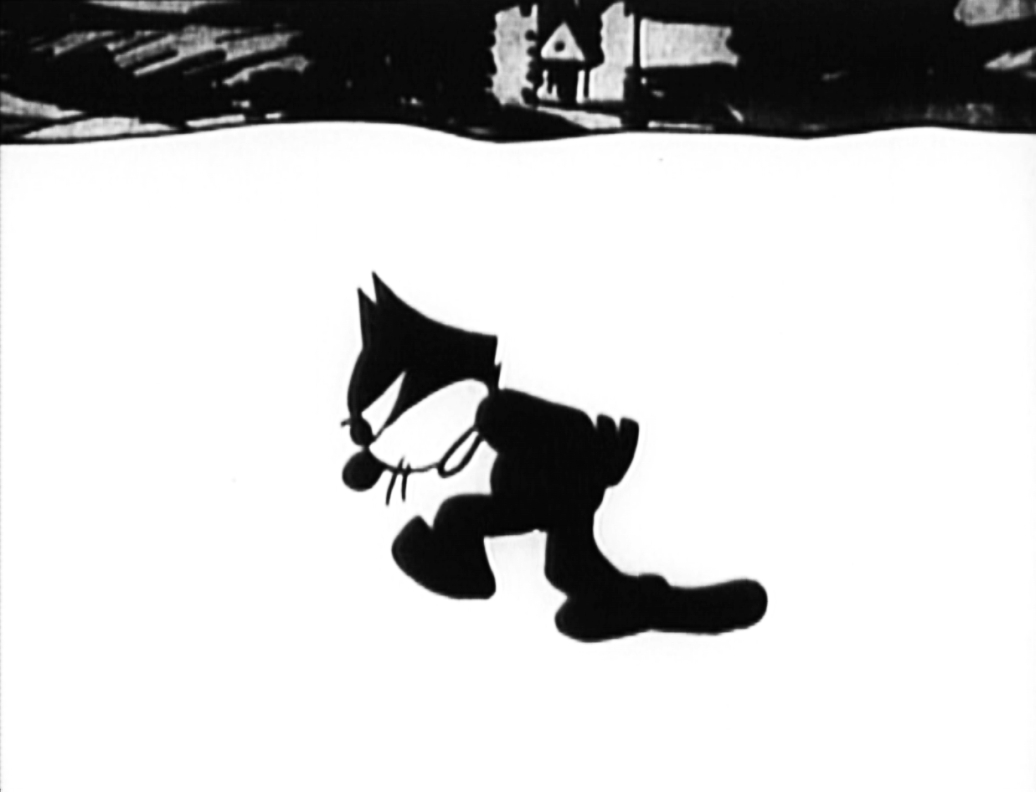
Знаменитая походка Феликса. Из фильма Oceantics (1930)

9 ноября 1919 года в мультфильме Feline Follies студии Paramount Pictures на экранах появился персонаж Мастер Том, прототип Феликса. Выпущенный нью-йоркской студией Пэта Салливана, мультфильм был создан мультипликатором Отто Мессмером. Дебютная лента имела успех, и студия Салливана немедленно взялась за выпуск продолжения. 16 ноября появился мультфильм The Musical Mews, который также понравился зрителям.
Известно несколько версий того, как персонаж получил имя Феликс. Первая, размещённая на официальном сайте Отто Мессмера, утверждает, что Мессмер предложил Салливану персонажа по имени Кот Феликс. По второй — имя коту придумал продюсер Джон Кинг, использовав сходство в звучании латинских слов felis (кот) и felix (счастливый). Под этим именем персонаж появился в третьем мультфильме, «Приключения Феликса» (англ. The Adventures of Felix), вышедшем на экраны 14 декабря 1919 года. Сам Пэт Салливан утверждал, что имя придумано по названию области Австралия-Феликс, занимавшей плодородные земли штата Виктория. В 1924 году внешний вид персонажа обновил аниматор Билл Нолан, придавший коту более округлые формы и миловидность. Новая внешность вместе с анимацией Мессмера сделала Кота Феликса знаменитым.
Вопрос о том, кто именно создал Кота Феликса, остаётся нерешённым. Салливан в нескольких газетных интервью утверждает, что придумал образ и сделал несколько рисунков Феликса. Во время поездки в Австралию в 1925 году Салливан рассказал репортёру газеты The Argus, что идея сделать мультфильм пришла ему в голову, когда однажды жена принесла в студию кота. В других случаях он называл источником вдохновения сказку Редьярда Киплинга «Кошка, которая гуляла сама по себе» или любовь своей жены к приблудным животным. Исследования Австралийской ассоциации карикатуристов показали, что надписи в Feline Follies сделаны почерком Салливана. Также претензии Салливана на авторство подкреплены мультфильмом The Tail of Thomas Kat, вышедшим 18 марта 1917 года, более чем на два года раньше, чем Feline Follies. Как документальный фильм австралийской телекомпании ABC-TV 2004 года, так и кураторы выставки Государственной библиотеки Нового Южного Уэльса, проведённой в 2005 году, считают, что Thomas Kat (кот Томас) был прототипом или предшественником Феликса. Однако в облике Феликса нет почти ничего от облика Томаса: цвет шерсти последнего ещё не был окончательно определён, и общее описание показывает значительные расхождения во внешности двух котов. Например, Феликс мог превращать свой хвост в необходимые инструменты и предметы, а Томас потерял хвост в драке с петухом и к тому же не имел антропоморфной внешности.
Салливан был хозяином студии и, как в случае почти со всеми кинопромышленниками, владел правами на любые произведения своих сотрудников. Имя Мессмера не упоминалось в титрах, что было обычным для того времени. После смерти Салливана права на Феликса перешли к его австралийским наследникам, однако компания King Features Syndicate сохранила за собой право публикации комиксов, которые Отто Мессмер рисовал с 1923 года.
Прошло много лет после смерти Салливана, прежде чем работники его студии, такие как Хэл Уокер, Эл Ойгстер и Гарри Копп, адвокат Салливана, признали за Мессмером заслуги в создании образа кота. Они заявили, что Феликс был основан на анимированном Чарли Чаплине, которого Мессмер ранее нарисовал для Салливана. Характер персонажа и манера движений в Feline Follies основаны на персонажах Чаплина, и, хотя в сравнении с поздней версией Феликс выглядит угловатым, узнаваемое чёрное тело уже присутствует.
Мессмер вспоминал, как создавал Кота Феликса, в интервью, данном историку анимации Джону Кейнмейкеру. Салливан и его студия были сильно загружены, и продюсер позволил Мессмеру самостоятельно сделать какой-нибудь короткий мультфильм, чтобы удовлетворить требования заказчика. Мессмер решил, что проще всего будет нарисовать кота. Полностью чёрное тело избавит от необходимости выписывать детали, а сюжетом станут сменяющие друг друга комические моменты. Компании Paramount Pictures идея понравилась, и в результате был сделан заказ на сериал.
Многие историки (в основном английские и американские) поддерживают претензии Мессмера. Среди них Майкл Бэрриер, Джерри Бек, Колин и Тимоти Коулз, Дональд Крафтон, Дэйвид Герстейн, Леонард Малтин и Чарльз Соломон.
Независимо от того, кто создал Феликса, его рекламой активно занимался Салливан, а Мессмер в огромных количествах производил рисунки. Они выполнялись прямо на бумаге, затем заливались тушью. Сверху накладывалось фоновое изображение, выполненное на целлулоиде, и полученная картинка снималась на камеру. Техника не позволяла делать панорамирование или перемещение, так что всё приходилось вырисовывать вручную.

### От немого к звуковому

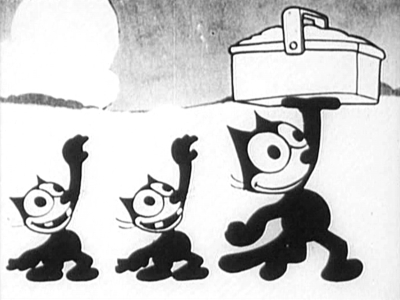
Феликс, Инки и Винки в мультфильме April Maze (1930)

После выхода на экраны фильма «Певец джаза» (1927) Educational Pictures, занимавшаяся в это время распространением мультфильмов о Феликсе, уговаривала Пэта Салливана начать выпуск звуковых фильмов, но тот отказывался. Расхождение во взглядах в конце концов привело к разрыву между Educational и Салливаном. Только когда «Пароходик Вилли» Уолта Диснея вошёл в историю анимации как первый мультфильм с синхронной звуковой дорожкой (ему предшествовали My Old Kentucky Home из сериала Ko-Ko Song Car-Tunes Макса и Дейва Флейшеров и Dinner Time Пола Терри, но признания они не получили), Салливан признал возможности новой технологии. В 1928 году он заключил контракт с First National Pictures, однако дальше озвучивания прежних мультфильмов дело не пошло. Тогда Салливан нашёл нового распространителя в лице Жака Копфштейна и Copley Pictures. 16 октября 1929 года в Film Daily появилась реклама, в которой Феликс цитировал Эла Джолсона: «Вы ещё ничего не слышали!».

Переход к звуковому формату сопровождался трудностями. Салливан не уделил должного внимания процессу и добавлял звуковые эффекты к готовому фильму. Результат был плачевен: мышонок Диснея приобретал всё большую популярность, в то время как кот — звезда немого кино её терял. Даже появление нестандартного Felix Woos Whoopee (1930) или April Maze (1930), сходного с Silly Symphonies, не смогли переломить эту тенденцию. В результате, Копфштейн разорвал контракт с Салливаном, который объявил о создании новой студии в Калифорнии, однако этим планам не было суждено сбыться. Ситуация ухудшилась, когда в марте 1932 года скончалась жена Салливана, Марджори. После этого продюсер окончательно пал духом. Он впал в алкогольную депрессию, здоровье стало ухудшаться, начала отказывать память. Мессмер не мог даже обналичить чеки из-за неразборчивой подписи своего работодателя. В 1933 году Пэт Салливан умер. Мессмер вспоминал: 
Он оставил дела в беспорядке, ни записей, ничего. И когда он умер, студию пришлось закрыть, на пике популярности, когда все вокруг, RKO и прочие, пытались получить права на Феликса... Я не получил разрешения [использовать Феликса], поскольку не владел правами на него.

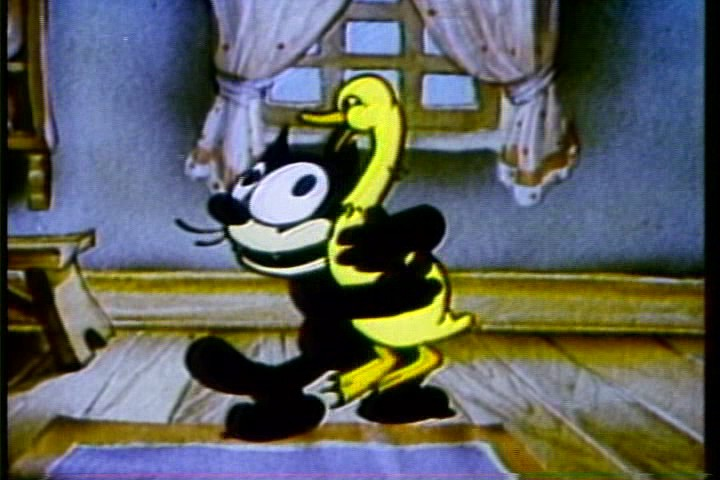
Феликс в цветном мультфильме The Goose That Laid the Golden Egg (1936)

В 1935 году Эмеди Ван Бюрен из Van Beuren Studios позвонил Мессмеру с предложением вернуть Феликса на экраны. Ван Бюрен обещал, что Мессмер получит сотрудников и необходимое оборудование, но Мессмер отказался и рекомендовал вместо себя Берта Жиллетта (англ. Burt Gillett), бывшего сотрудника Салливана, в тот момент возглавлявшего аниматоров студии Ван Бюрена. В 1936 году Ван Бюрен получил разрешение брата Салливана выпустить новые мультфильмы с участием кота Феликса, в цвете и со звуком. Под руководством Жиллетта и сильным влиянием Диснея на свет появился обновлённый Феликс, лишённый прежней индивидуальности и ставший одним из многих весёлых животных — героев мультфильмов. Успеха мультфильмы не имели, и после трёх серий Ван Бюрен прекратил их выпуск.

### Возрождение
В 1953 году Official Films приобрела мультфильмы Салливана — Мессмера, снабдила их саундтреком и вывела на рынок кино для домашнего просмотра, а также предложила телевидению. Мессмер до 1943 года печатал воскресные комиксы, а затем в течение 12 лет выпускал ежемесячные журналы для Dell Comics. В 1954 году он перестал выпускать газетные комиксы, и дело взял в свои руки Джо Ориоло, создатель дружелюбного привидения Каспера. Ориоло заключил договор с новым владельцем Феликса, Уильямом Дж. О’Салливаном, а после его смерти — с сыном Пэтом Салливаном, тёзкой знаменитого Салливана, и создал о коте телевизионный сериал.
С 1958 по 1961 годы на экраны вышло 126 мультфильмов, распространением которых занималась компания Trans-Lux. Как и в фильмах Van Beuren Studios, телевизионный Феликс стал более домашним, его новый характер был рассчитан на детей. Появилась и ставшая теперь привычной волшебная сумка, способная превращаться по желанию Феликса в любой предмет. В телесериале отказались от прежних персонажей и ввели в сюжет новых: сумасшедшего Профессора, его племянника Пойндекстера, пса Рока Боттома и других. Озвучивал их всех один актёр — Джек Мерсер.
По замыслу Ориоло, мультфильмы рассказывали о бесчисленных и безнадёжных попытках противников Феликса выкрасть у него волшебную сумку, хотя время от времени те же противники изображались друзьями кота. Сериал был популярен среди зрителей, но критики отказывали ему в признании, считая бледным подобием ранних работ Салливана — Мессмера и особо отмечая направленность на детскую аудиторию. Ограниченная мультипликация, применённая из-за скромного бюджета, и упрощённая сюжетная линия на популярность никак не повлияли.
В 1970 году Джо Ориоло получил полный контроль над персонажем и продолжал заниматься его продвижением вплоть до своей смерти в 1985 году. После этого права на Феликса перешли к его сыну, Дону Ориоло.
В конце 1980-х Дон Ориоло объединил усилия с европейскими мультипликаторами, чтобы выпустить на экраны полнометражный фильм Felix the Cat: The Movie. По сюжету Феликс отправлялся в альтернативную реальность вместе с Профессором и Пойндекстером. New World Pictures планировала приурочить премьеру фильма в США ко Дню благодарения 1987 года, но этого не произошло. Формально премьера состоялась 26 января 1989 года на открытии фестиваля Los Angeles Animation Celebration. Перед самым окончанием работы над фильмом в него была добавлена трёхмерная модель головы Феликса, что сделало его первым героем классических мультфильмов, воссозданным с помощью компьютерной анимации. В конце концов, широкому зрителю стала доступна видеоверсия, поступившая в продажу в августе 1991 года. В 1995 году Феликс снова появился на телевидении в эксцентричном мультсериале The Twisted Tales of Felix the Cat. В 2000 году для японского рынка был выпущен мультсериал Baby Felix, а затем в 2004 году, опять только на видео, вышел фильм Felix the Cat Saves Christmas. Вместе с Бетти Буп Феликс появился в комиксе Betty Boop and Felix, выходившем с 1984 по 1987 годы. Одновременно Ориоло обновил ассортимент товаров с Феликсом, начиная от детских завтраков в ресторанах быстрого питания сети Wendy’s и заканчивая видеоигрой для Nintendo Entertainment System.
После выхода в 1991 году книги Джона Кейнмейкера Felix: The Twisted Tale of the World’s Most Famous Cat публика проявила повышенный интерес к ранним мультфильмам Салливана — Мессмера. В последующие годы они были переизданы на видеокассетах и DVD-дисках. Стали также появляться сборники комиксов Мессмера, в том числе Nine Lives to Live: A Classic Felix Celebration, опубликованный Дэвидом Герстейном, и один из наиболее свежих — The Comic Adventures of Felix the Cat, выпущенный Felix Comics.
В 2009 году компания Forecast Pictures получила права на выпуск 52-серийного мультсериала в 3D-графике о коте Феликсе. Непосредственно создание серий поручено компании TeamTO, работа начата в январе 2011 года. Также сведения об этом сериале приведены в биографии Дона Ориоло в его блоге. Помимо этого, Ориоло упоминает и новый полнометражный мультфильм под названием Felix the Cat’s Monster Madness.

## Популярность и критика
Популярность к Феликсу пришла сразу. До конца 1921 года мультфильмы с ним выходили в рамках киножурнала Paramount Screen Magazine, но со следующего года он получил персональную ежемесячную киноленту. Первым мультфильмом, вышедшим в таком формате, стал Felix Saves the Day (1922), в котором кот появился в качестве талисмана бейсбольной команды «Нью-Йорк Янкис». Леонард Малтин писал, что этот фильм был любимым у Отто Мессмера, — возможно потому, что он работал над ним без помех и непрошенной помощи.
Первым в истории подвижным изображением, переданным с помощью телевидения, стало именно изображение Феликса. Его тринадцатидюймовая (около 33 см) кукла из папье-маше использовалась в качестве модели в экспериментах RCA в 1928 году, проведённых в Нью-Йорке на станции W2XBS. В нью-йоркской студии кукла устанавливалась на вращающемся диске фонографа, с помощью оптической системы, механического сканирующего диска и фотоэлементов её изображение преобразовывалось в электрический сигнал, который по радио передавался на приёмную станцию в Канзасе, где осуществлялось обратное преобразование в изображение. Полученная картинка имела размер всего два дюйма (около 5 см) в высоту, а передача длилась примерно два часа каждый день. Использование куклы Феликса обуславливалось контрастностью окраски и способностью выдерживать жар от ламп подсветки. После единовременной выплаты Салливану кукла использовалась RCA в течение почти десяти лет, пока производилась отработка технологии. Первая модель вскоре была заменена на бакелитовую, а затем на деревянную, служившую инженерам и после отказа от механического телевидения и перехода на полностью электронное. Окончательно изношенную куклу Феликса, по иронии судьбы, заменило изображение его главного конкурента — Микки Мауса.
Успех Феликса привёл к появлению множества его подражателей. Внешний вид и характер других мультипликационных котов 1920-х годов — Джулиуса в Alice Comedies Уолта Диснея, Уоффлза в Aesop's Film Fables Пола Терри и особенно кота из фильма Билла Нолана 1925 года Krazy Kat — по-видимому, были срисованы с Феликса. Последний персонаж изначально появился на три года раньше первых мультфильмов о Феликсе и стал похож на него лишь в поздней адаптации.
Критики не обошли вниманием Феликса. Они часто приводили его в качестве примера сюрреализма в киноискусстве. О Феликсе говорили, что он воплощает детское ощущение чуда, создавая фантастическое там, где его нет, и вливаясь в него там, где оно есть. Знаменитая походка — лапы за спиной, голова опущена, глубокомысленная морда — стала визитной карточкой Феликса, многократно проанализированной критиками всего мира. Выдающийся хвост Феликса, способный становиться то лопатой, то восклицательным знаком, то карандашом, служит доказательством того, что в его мире возможно всё. Олдос Хаксли, приводя в пример мультфильмы о Коте Феликсе, писал: «Что кино способно делать лучше литературы или сценической драмы — это быть фантастическим». По мнению Андрея Гаврилова, успех кота Феликса стал результатом взаимодействия комплекса факторов: грамотного менеджмента, мастерства художников и психологии зрителей, подход к которым был найден точно. В целом журналист подводит итог так: «Феликс оказался в нужное время в нужном месте».
К 1923 году Феликс достиг вершины карьеры. Вышедший в этом году мультфильм Felix in Hollywood использовал популярность Феликса, сведя его на экране с такими известными представителями киноиндустрии, как Дуглас Фэрбенкс, Сесиль Де Милль, Чарли Чаплин, Бен Турпин и даже цензор Уильям Хейз (англ. Will H. Hays). Изображение кота можно было найти на часах, рождественских украшениях и в виде первого в истории гигантского воздушного шара, сделанного для парада, посвящённого Дню благодарения. Феликс стал героем нескольких песен, например, Felix Kept Walking Пола Уайтмена. Салливан зарабатывал примерно 100 000 долларов в год только на лицензионных игрушках. Вместе с главным героем популярность приобрели и другие персонажи: хозяин кота Вилли Браун, антагонист по имени Мышонок Скидду, племянники Феликса — Инки, Динки и Винки, а также его подруга Китти. В 1928 году издательством Sam Fox Publishing Company был выпущен нотный альбом Кота Феликса с музыкой Пита Уэндлинга и Макса Кортландера и словами Альфреда Брайана. Обложку с изображением Феликса, играющего на банджо, оформил Отто Мессмер, подзаголовок гласил: «Знаменитое создание Пэта Салливана — в песнях».
Большинство ранних мультфильмов о Феликсе отражали настроения американцев в «ревущие двадцатые». Этнические стереотипы проявились в таких мультфильмах, как Felix Goes Hungry (1924) и другие. Близкие по времени события, вроде гражданской войны в России, были показаны в фильме Felix All Puzzled (1924). Карикатуру на новое поколение американок можно найти в Felix Strikes It Rich (1923). Кот Феликс также поучаствовал в рабочем движении в Felix Revolts (1923). В некоторых фильмах Феликс даже танцевал чарльстон.
В мультфильмах часто встречаются упоминания алкоголизма и «сухого закона», например, в Felix Finds Out (1924), Whys and Other Whys (1927), Felix Woos Whoopee (1930). В фильме Felix Dopes It Out (1924) Феликс пытается помочь другу-бродяге избавиться от красноты носа. В конце фильма кот находит способ: «Продолжай пить, и нос станет синим».

### Феликс как талисман

Эмблема эскадрильи VF-31 американских ВМС с 1928 года

Благодаря беспрецедентной популярности персонажа и значению имени в переводе с латинского — «счастливый» — несколько известных личностей и организаций выбрали Феликса в качестве своего талисмана. Первым стал дилер Шевроле из Лос-Анджелеса, друг Пэта Салливана, Уинслоу Б. Феликс, открывший автосалон в 1921 году. Трёхгранная неоновая вывеска Felix Chevrolet в Лос-Анджелесе с огромными улыбающимися мордами кота по сей день остаётся одной из достопримечательностей города, возвышаясь над Фигероу-стрит и Харбор-фривэй. Рут Элдер, пытаясь перелететь Атлантический океан в 1927 году, взяла с собой куклу Феликса (ошибочно считается, что так поступил Чарльз Линдберг, когда отправился в первый в истории трансатлантический перелёт, но он лишь впоследствии совершал вылеты на боевом самолёте F4B-4, на котором был нарисован Феликс).
Другим примером использования Феликса в качестве авиационной эмблемы может служить эскадрилья Люфтваффе 8./StG. 51 (позднее ставшая 6./StG. 2), где кот изображён держащим зонт.
Широкую популярность Феликс получил в Великобритании, где принц Уэльский Эдуард сделал его талисманом команды поло, а королева Мэри подарила фигурку Феликса королю Георгу V.
В декабре 1928 года Вторая бомбардировочная эскадрилья ВМФ США (VB-2B) официально выбрала изображение довольного Феликса, несущего бомбу с горящим фитилём, в качестве своей эмблемы (её неофициальное использование началось задолго до этого). Изображение осталось символом эскадрильи и после реорганизаций: в истребительной эскадрилье VF-6B, и позднее — VF-3, в 1930-е годы, когда в её составе служили Эдвард О’Хэйр и Джон Тач, герои-лётчики Второй мировой войны. В настоящее время, после расформирования изначального подразделения, эмблема принята эскадрильей VFA-31. Базирующаяся на авианосце, эта эскадрилья под разными обозначениями продолжает оставаться в строю, а её самолёты и лётчики носят изображение Кота Феликса, несущего бомбу с горящим фитилём.
Когда в штате Индиана зарождалась традиция талисманов средних школ, первым среди них стал Феликс. Его выбрали в 1926 году игроки баскетбольной команды из Logansport High School. После победы в решающем матче Феликс стал талисманом всех спортивных команд этой школы.
Феликс стал талисманом поп-панк-группы The Queers. Впервые он появился на обороте обложки альбома Beat Off (1994), затем вновь стал частью оформление мини-альбома Surf Goddess (1995) и альбома Move Back Home (1995). Мрачный, небритый и с сигаретой во рту, Феликс появляется на пару мгновений в клипе на сингл «Don’t Back Down» (1996). А в 2013 году вышел альбом Olé Maestro, в котором знаменит кот оказался не только на обложке, но и получил четырёхстраничный комикс, нарисованный барселонским художником Хоэлем Абадом и вложенный в коробку с диском. Басист группы, B-Face, заявил в интервью, что Феликса предложила компания Lookout! Records, которая организовала выпуск футболок, значков и других предметов с изображением кота.

### Другие появления и влияние
В начале 1920-х годов Феликс обрёл международную популярность. Это привело к тому, что стали появляться музыкальные произведения, посвящённые Феликсу. Часть из них была создана с разрешения владельцев авторских прав, а часть — нет.
В 1927 году Феликс появился на нью-йоркском параде в честь Дня благодарения в виде гигантского воздушного шара, создал который театральный дизайнер Тони Сарг. Это был первый случай, когда в параде использовались воздушные шары, что впоследствии стало традицией.
О Феликсе не забыли создатели фильма «Кто подставил кролика Роджера», собравшего вместе многих персонажей золотого века американской анимации. Однако в прокатной версии фильма он присутствует только в качестве неподвижного изображения на фотографии с Марвином Акме и над тоннелем, ведущим в Тунтаун, а анимированный персонаж должен был появиться в сцене похорон Акме, которая осталась только в набросках.
В книге Handbook of Computer Animation, анализирующей персонажей компьютерных игр, высказывается предположение, что на основе Феликса и Микки Мауса был создан ёж Соник.
В 1991 году персонаж появлялся в японской рекламе автомобиля «Daihatsu Mira» как «Felix the Mira».
В сериале «Симпсоны», эпизоде The Day the Violence Died, рассказывающем об истоках Щекотки и Царапки, проводятся параллели с историей Феликса и демонстрируется вымышленный мультфильм Manhattan Madness, который называется первым фильмом о Щекотке и Царапке, предположительно снятым в 1919 году (что совпадает с годом выхода Feline Follies). Он выполнен в стиле, схожем с Felix in Hollywood и другими ранними мультфильмами о Феликсе. В другом сериале Мэтта Грейнинга, «Футурама», Феликс появляется в заставке эпизодов How Hermes Requisitioned His Groove Back, The Lesser of Two Evils и War Is the H-Word.
Мягкая игрушка в виде Феликса присутствует в музыкальных клипах Pay for Me группы Whale и My Favorite Game группы The Cardigans. Оба видео сняты Юнасом Окерлундом.
В 2003 году в Японии был поставлен мюзикл с участием Феликса.

## Достижения
- Мультфильмы с участием кота Феликса стоят на 89 месте в списке величайших мультфильмов, составленном в 2004 году английским каналом Channel 4[72].
- В 2004 году Кот Феликс занял 36 место в списке 50 величайших животных-киногероев, составленном каналом Animal Planet в 2004 году[73].
- В 2002 году TV Guide включил Феликса в список 50 величайших мультипликационных персонажей всех времён, поставив его на 28 место[74].
- Felix in Hollywood занимает 50 место в списке 50 величайших мультфильмов всех времён, составленном Джерри Беком по результатам опроса аниматоров и историков в 1994 году[75].
- Кот Феликс является одним из трёх наиболее успешных лицензионных персонажей в Японии[70].

## Распространение
Распространением мультфильмов с 1919 по 1921 годы занималась Paramount Pictures. Первый фильм о Коте Феликсе потребовал от Салливана шести месяцев работы и крайнего психологического напряжения, приведшего к болезни. Последующие серии таких жертв не требовали, хотя выходили раз в четыре недели.
С 1922 по 1925 годы дистрибуцией занималась Маргарет Уинклер, а затем — Educational Pictures. Первоначально серии также выходили раз в месяц, но затем Салливан пообещал выпускать новый мультфильм о Феликсе раз в две недели. Сочетание качественной анимации, умелого продвижения и широкой сети распространения сделали популярность Феликса ещё большей.
В 1928 году Educational прекратила выпуск мультфильмов о Феликсе, и несколько были повторно изданы First National Pictures. Copley Pictures занималась их распространением с 1929 по 1930 годы. В 1936 году появились три новых фильма, созданных Van Beuren Studios: The Goose That Laid the Golden Egg, Neptune Nonsense и Bold King Cole.
Official Films озвучила и выпустила классические мультфильмы о Феликсе в 1953 году. С 1954 года контроль над персонажем получил Джо Ориоло, а затем его сын, Дон Ориоло, создавшие новый образ Феликса на телевизионном экране.
На DVD официальных изданий классических мультфильмов не было, но часть их появлялась в сборниках, в частности, Presenting Felix the Cat от компании Bosko Video, Felix! от Lumivision, Felix the Cat: The Collector’s Edition от Delta Entertainment и Before Mickey от Inkwell Images Ink.. Часть телесериала (с 1958 по 1959 годы) была выпущена на DVD компанией Classic Media. Также на DVD появлялись некоторые мультфильмы 1990-х годов.

## Озвучивание
До 1936 года Кот Феликс оставался немым персонажем. Первый раз высоким детским голосом он заговорил в фильме Felix the Cat and the Goose that Laid the Golden Egg 7 февраля 1936 года. Достоверно установить имя актёра, подарившего свой голос коту, не удаётся. Позднее Феликса озвучивали:
- Джек Мерсер (1958—1961)[77]
- Крис Филлипс (1988)[78]
- Том Адкокс-Эрнандес/Чарли Адлер (1995—1997)[79]
- Тосихико Секи/Юми Тёма (малыш Феликс) (2000—2001)[80]
- Дэйв Кулье (2004)[81]

В русском дубляже кота Феликса озвучивал Борис Кумаритов.

## Произведения о коте Феликсе

### Фильмография
- С 1919 по 1936 годы на экраны кинотеатров вышел 181 мультфильм о коте Феликсе (в первых двух — Feline Follies и The Musical Mews — кота звали Мастер Том)[27].

1. Feline Follies (1919)
2. The Musical Mews (1919)
3. The Adventures of Felix (1919)
4. A Frolic With Felix (1920)
5. Felix the Big Game Hunter (1920)
6. Wrecking a Romeo (1920)
7. Felix the Food Controller (1920)
8. Felix the Pinch Hitter (1920)
9. Foxy Felix (1920)
10. A Hungry Hoodoo (1920)
11. The Great Cheese Robbery (1920)
12. Felix and the Feed Bag (1920)
13. Nifty Nurse (1920)
14. The Circus (1920)
15. My Hero (1920)
16. Felix the Landlord (1920)
17. Felix’s Fish Story (1920)
18. Felix the Gay Dog (1921)
19. Down on the Farm (1921)
20. Felix the Hypnotist (1921)
21. Free Lunch (1921)
22. Felix Goes On Strike (1921)
23. Felix Out of Luck (1921)
24. The Love Punch (1921)
25. Felix Left at Home (1921)
26. Felix the Gay Dog (1921)
27. Felix Saves the Day (1922)
28. Felix at the Fair (1922)
29. Felix Makes Good (1922)
30. Felix All at Sea (1922)
31. Felix in Love (1922)
32. Felix in the Swim (1922)
33. Felix Finds a Way (1922)
34. Felix Gets Revenge (1922)
35. Felix Wakes Up (1922)
36. Felix Minds the Kid (1922)
37. Felix Turns the Tide (1922)
38. Fifty-Fifty (1922)
39. Felix Comes Back (1922)
40. Felix on the Trail (1922)
41. Felix Lends a Hand (1922)
42. Felix Gets Left (1922)
43. Felix in the Bone Age (1922)
44. Felix the Ghost Breaker (1923)
45. Felix Wins Out (1923)
46. Felix Tries for Treasure (1923)
47. Felix Revolts (1923)
48. Felix Calms His Conscience (1923)
49. Felix the Globe Trotter (1923)
50. Felix Gets Broadcasted (1923)
51. Felix Strikes It Rich (1923)
52. Felix in Hollywood (1923)
53. Felix in Fairyland (1923)
54. Felix Laughs Last (1923)
55. Felix and the Radio (1923)
56. Felix Fills a Shortage (1923)
57. Felix the Goat Getter (1923)
58. Felix Goes A-Hunting (1923)
59. Felix Out of Luck (1924)
60. Felix Loses Out (1924)
61. Felix 'Hyps' the Hippo (1924)
62. Felix Crosses the Crooks (1924)
63. Felix Tries to Rest (1924)
64. Felix Goes West (1924)
65. Felix Doubles for Darwin (1924)
66. Felix Finds Out (1924)
67. Felix Cashes In (1924)
68. Felix Fairy Tales (1924)
69. Felix Grabs His Grub (1924)
70. Felix Pinches the Pole (1924)
71. Felix Puts It Over (1924)
72. A Friend In Need (1924)
73. Felix Finds 'Em Fickle (1924)
74. Felix Baffled by Banjos (1924)
75. Felix All Balled Up (1924)
76. Felix Brings Home the Bacon (1924)
77. Felix Minds His Business (1924)
78. Felix Goes Hungry (1924)
79. Felix Finishes First (1924)
80. Felix Wins and Loses (1925)
81. Felix All Puzzled (1925)
82. Felix Follows the Swallows (1925)
83. Felix Rests in Peace (1925)
84. Felix Gets His Fill (1925)
85. Felix Full O' Fight (1925)
86. Felix Outwits Cupid (1925)
87. Felix Monkeys with Magic (1925)
88. Felix Cops the Prize (1925)
89. Felix Gets the Can (1925)
90. Felix Dopes It Out (1925)
91. Felix Trifles with Time (1925)
92. Felix Busts Into Business (1925)
93. Felix Trips Through Toyland (1925)
94. Felix on the Farm (1925)
95. Felix on the Job (1925)
96. The Cold Rush (1925)
97. Eats Are West (1925)
98. Felix Tries the Trades (1925)
99. Felix at the Rainbow’s End (1925)
100. Felix Kept On Walking (1925)
101. Felix Spots the Spook (1926)
102. Felix Flirts With Fate (1926)
103. Felix in Blunderland (1926)
104. Felix Fans the Flames (1926)
105. Felix Laughs It Off (1926)
106. Felix Weathers the Weather (1926)
107. Felix Uses His Head (1926)
108. Felix Misses the Cue (1926)
109. Felix Braves the Briny (1926)
110. A Tale of Two Kitties (1926)
111. Felix Scoots Through Scotland (1926)
112. Felix Rings the Ringer (1926)
113. School Daze (1926)
114. Felix Seeks Solitude (1926)
115. Felix Misses His Swiss (1926)
116. Gym Gems (1926)
117. Two-Lip Time (1926)
118. Scrambled Yeggs (1926)
119. Felix Shatters the Sheik (1926)
120. Felix Hunts the Hunter (1926)
121. Land O' Fancy (1926)
122. Felix Busts a Bubble (1926)
123. Reverse English (1926)
124. Felix Trumps the Ace (1926)
125. Felix Collars the Button (1926)
126. Zoo Logic (1926)
127. Felix Dines and Pines (1927)
128. Pedigreedy (1927)
129. Icy Eyes (1927)
130. Felix Stars In Stripes (1927)
131. Felix Sees 'Em In Season (1927)
132. Barn Yarns (1927)
133. Germ Mania (1927)
134. Sax Appeal (1927)
135. Eye Jinks (1927)
136. Roameo (1927)
137. Felix Ducks His Duty (1927)
138. Dough-Nutty (1927)
139. «Loco» Motive (1927)
140. Art for Heart’s Sake (1927)
141. The Travel-Hog (1927)
142. Jack from All Trades (1927)
143. The Non-Stop Fright (1927)
144. Wise Guise (1927)
145. Flim Flam Films (1927)
146. Felix Switches Witches (1927)
147. No Fuelin' (1927)
148. Daze and Knights (1927)
149. Uncle Tom’s Crabbin' (1927)
150. Whys and Other Whys (1927)
151. Felix Hits the Deck (1927)
152. Felix Behind In Front (1927)
153. The Smoke Scream (1928)
154. Draggin' the Dragon (1928)
155. The Oily Bird (1928)
156. Ohm Sweet Ohm (1928)
157. Japanicky (1928)
158. Polly-Tics (1928)
159. Comicalamities (1928)
160. Sure-Locked Homes (1928)
161. Eskimotive (1928)
162. Arabiantics (1928)
163. In and Out-Laws (1928)
164. Outdoor Indore (1928)
165. Futuritzy (1928)
166. Astronomeows (1928)
167. Jungle Bungles (1928)
168. The Last Life (1928)
169. False Vases (1929)
170. One Good Turn (1929)
171. Romeeow (1929)
172. April Maze (1930)
173. Felix Woos Whoopee (1930)
174. Forty Winks (1930)
175. Hootchy Kootchy Parlais Vous (1930)
176. Oceantics (1930)
177. Skulls and Sculls (1930)
178. Tee Time (1930)
179. Felix the Cat and the Goose That Laid the Golden Egg (1936)
180. Neptune Nonsense (1936)
181. Bold King Cole (1936)

С 1958 по 1961 годы на телевидении был показан сериал из 126 мультфильмов.
1. The Magic Bag
2. Into Outer Space
3. Abominable Snowman
4. Felix Out West
5. Felix the Cat Suit
6. Electronic Brainwasher
7. Do-It-Yourself Monster Book
8. Blubberino the Whale
9. Ghostly Concert
10. Captain No-Kiddin'
11. Felix in Egypt
12. Detective Thinking Hat
13. Balloon Blower Machine
14. Friday the 13th
15. Stone Making Machine
16. Penelope the Elephant
17. The Money Tree
18. Oil and Indians Don’t Mix
19. The Glittering Jewels
20. The Gold Car and County Fair
21. Sheriff Felix Vs. the Gas Cloud
22. Felix’s Gold Mine
23. How To Steal a Gold Mine?
24. Private Eye Felix and Pierre Mustache
25. The Gold Fruit Tree
26. The Flying Saucer
27. Felix Baby-sits
28. Instant Money
29. Master Cylinder — King of the Moon
30. The Invisible Professor
31. Venus and the Master Cylinder
32. The Termites of 1960
33. Moo Moo Island Oysters
34. The Mouse and Felix
35. King Neptune’s S. O. S.
36. Relax-a-Lawn Chair
37. The African Diamond Affair
38. Felix’s Prize Garden
39. «Finally, the Magic Bag is Mine!»
40. Felix and the Rhinoceros
41. Felix-Finder and the Ghost Town
42. Snoopascope, a Magic Bag of Tricks
43. Stone Age Felix
44. The Gold Silkworms
45. Felix and Vavoom
46. The Jubilee Dime
47. Movie Star Felix
48. Youth Water
49. Game Warden Felix
50. Master Cylinder Captures Poindexter
51. Atomic Drive Explosion of Master Cylinder
52. Supertoy
53. The Jewel Bird
54. The Atomic Rocket Fuel
55. The Hairy Berry Bush
56. General Clang and the Secret Rocket Fuel
57. The Rajah’s Elephants
58. The Exchanging Machine
59. The Leprechaun
60. The Master Cylinder’s Spacegram
61. The Leprechaun’s Gold
62. Felix and the Mid-Evil Ages
63. The Capturing of the Leprechaun King
64. Martin the Martian Meets Felix the Cat
65. The Professor’s Committed No Crime!
66. The Martian Rescue
67. The Portable Closet
68. Redbeard the Pirate
69. A Museum, the Professor, and Rock Bottom
70. The Professor’s Instant Changer
71. The Vacation Mirage
72. Cat-Napped
73. The Sea Monster and Felix
74. The Diamond Tree
75. King of the Leprechauns
76. The Magic Apples
77. Oysters and Starfishes
78. The Haunted House
79. Gold Dipper Vavoom
80. The Wizard and Sir Rock
81. The Coal Diamonds
82. Out West with Big Brownie
83. Love-Sick Squirt Gun
84. Mechanical Felix
85. The Ski Jump
86. Felix and the Beanstalk
87. The Milky Way
88. The Super Rocket Formula
89. The Weather Maker
90. The Giant Magnet
91. The Instant Truck Melter
92. The Pep Pill
93. Leprechaun Gold From Rainbows
94. The Magnetic Ray
95. The Instant Grower
96. The Professor’s Ancestor— The Wizard
97. Luring the Magic Bag of Tricks
98. The Uranium Discovery
99. Chief Standing Bull
100. The Strongest Robot in the World
101. Stairway to the Stars
102. Cleaning House
103. Vavoom Learns How to Fish
104. The Golden Nugget
105. The Genie
106. Felix and Poindexter Out West
107. The Bad Genie
108. The Rajah’s Zoo
109. The Loan Business
110. A Treasure Chest
111. The Essence of Money
112. Mercury’s Winged Sandals
113. The $10,000 Vacation
114. Brother Pebble Bottom
115. The North Pole and a Walrus Hunt
116. Cleopatra’s Beauty Secrets
117. The Trip Back from the North Pole
118. The Golden Whale Baby-sitter
119. North Pole Jail Hole
120. Felix the Handyman
121. Public Enemies Number One and Two
122. Horse Thieves
123. Adventures of Felix
124. Felix the Cat Bottles the Genie
125. Felix the Cat Finds the Golden Bug
126. Felix the Cat Finds a Genie

- В 1988 году вышел полнометражный мультфильм американско-западногерманско-венгерского производства Felix the Cat: The Movie (в России выпущен под названием «Кот Феликс: Кто сказал — мяу?»)[84].

- С 1995 по 1996 годы на телевидении был показан сериал The Twisted Tales of Felix the Cat из 37 мультфильмов[83][85].

1. Space Time Twister
2. Guardian Idiot
3. Don’t String Me Along
4. The Sludge King
5. Mars Needs Felix
6. Step Right Up
7. Now Playing — Felix
8. Jailhouse Shock
9. The Manhattan Triangle
10. The Petrified Cheese
11. Middle Aged Felix
12. Felix in Psychedelicland
13. Forever Rafter
14. Now Boarding
15. Felix Breaks the Bank
16. Order of the Black Cats
17. Noah’s Nightclub
18. Felix’s Gold Score
19. The Earth Heist
20. Attack of the Tacky
21. Felix in Nitedrop Land
22. Shocking Story
23. Space Case
24. Love at First Slice
25. Peg Leg Felix
26. Gross Ghost
27. Felix’s Big Splash
28. Swedish Meatballs
29. Shell Shock
30. The Big Hunt
31. News Blues
32. Wet Paint
33. Copycat
34. Phony Phelix
35. Star Trash
36. Surreal Estate
37. The Five Minute Meatball

- С 2000 по 2001 годы на японском телевидении вышло 65 мультфильмов сериала Baby Felix[86].

1. ゆめは大リーガー
2. ふしぎなボール
3. ベイビーのとっくん
4. マリンのペンダント
5. ベイビーは大リーガー？
6. まほうのバッグ
7. ベイビー・バッグ
8. ひみつのじゅもん
9. みんなの宝もの
10. ブル・ドッグ・ズー
11. 教授とうじょう
12. おかしな大はつめい
13. バッグがあぶない
14. 見えない教授
15. チョコに気をつけろ
16. キャンプへいこう！
17. モーキーにおまかせ
18. なぞのＳＯＳ
19. 森のようせい
20. ミミのこもりうた
21. 鏡がこわい
22. まほうの鏡
23. 恐竜とあそぼう
24. 恐竜をおいかけろ
25. 恐竜さんありがとう
26. おばけのお城
27. マリンがふたり？
28. でんせつの白いクジラ
29. かいぞくの島
30. かいぞくをやっつけろ！
31. いたずら宇宙人
32. 宇宙のバスツアー
33. マーティーにごようじん
34. ベイビーのＳＯＳ
35. さよならマーティー
36. ベイビーと魔女
37. 魔女マジョリーナ
38. 魔法のとっくん
39. ホウキで大あばれ
40. がんばれマジョリーナ
41. ボートで大レース
42. ジャンプで大レース
43. お空で大レース
44. ゴーカートで大レース
45. スケボーで大レース
46. 天才ポインディクスター
47. 太陽ロボをやっつけろ
48. じしゃくロボ
49. チョコレートロボ
50. ベイビーロボ
51. 小さくなったベイビー
52. きせかえ人形ベイビー
53. ミニブルがでっかい！
54. こわれたロボット
55. もとにもどりたい！
56. ベイビーはなにになる？
57. ベイビーはおかし屋さん
58. アイドルはたいへん
59. にんじゃベイビー丸
60. やっぱり大リーガー
61. マリンとのやくそく
62. バースデーケーキ
63. 助けてマジョリーナ
64. ホントにうれしいものは？
65. 夢のホームラン

- В 2004 году вышел полнометражный мультфильм Felix the Cat Saves Christmas (в России выпущен под названием «Котёнок Феликс спасает Рождество»)[87].

#### Показы в России
На территории России мультфильмы о Коте Феликсе выходили на 1-м канале Останкино, в дубляже студии кинопрограмм ТРК «Останкино», в телепередаче «Мультфейерверк» с конца 1993 до середины 1994 года вместе с мультсериалом «Настоящие охотники за привидениями». В 2000 году мультсериал выходил в эфир на канале «Культура».

### Комиксы
Дебют кота Феликса в печатных комиксах состоялся 1 августа 1923 года в английской газете Daily Sketch. Новые эпизоды выходили еженедельно и состояли из 12 рисунков, придумывал и рисовал их Отто Мессмер.
Начиная с 19 августа 1923 года те же комиксы начали издаваться в США, но в другом порядке, и их окончательной прорисовкой занимался Пэт Салливан. К концу года Мессмер снова получил комиксы под свой единоличный контроль. Газеты печатали их каждую неделю по воскресеньям до 1943 года.
Ежедневные комиксы о коте Феликсе появились в мае 1927 года. До середины 1931 года они были копиями мультфильмов, ставших статичными картинками. Создавал их Джек Богл. Однако в 1931 году Мессмер взял дело в свои руки, и с этого времени комиксы стали иметь собственный сюжет. В 1954 году автором ежедневных комиксов о Феликсе стал Джо Ориоло.
С 1930-х годов стали появляться журналы комиксов о коте Феликсе.
- Felix the Cat (1931, McLoughlin Bros.)
- Felix the Cat (1948—1951, Dell)
- Felix the Cat (1950, Wilson Publishing)
- Felix the Cat (1951—1955, Toby)
- Felix the Cat (1952—1954,  Superior Publishers Limited)
- Pat Sullivan’s Felix the Cat Special (1952)
- Felix the Cat 3-D Comic Book (1953)
- Felix the Cat Summer Annual (1953)
- Felix the Cat and His Friends (1954)
- Felix the Cat Winter Annual (1954)
- Pat Sullivan’s Felix the Cat (1955—1961)
- Felix the Cat (1962—1965, Dell)
- Felix the Cat (1981, Tor Books)
- The Comic Adventures of Felix the Cat (1983)
- Felix the Cat (1991—1992, Harvey)
- The Adventures of Felix The Cat (1992)
- Felix the Cat and Friends (1992—1993)
- Felix The Cat Big Book (1992)
- Felix the Cat Digest Magazine (1992)
- The New Adventures of Felix the Cat (1992—1993)
- Felix the Cat in Black and White (1997—1998)
- Felix the Cat in… True Crime Stories (2000)
- Felix the Cat’s Blockbuster Movie Bonanza (2001)
- Felix the Cat’s Jurassic Jamboree (2001)
- Felix the Cat’s Greatest Hits (2002)
- Felix the Cat’s Magic Bag of Tricks (2002)
- Felix the Cat’s TV Extravaganza (2002)
- The Amazing Colossal Felix the Cat (2003)
- Felix the Cat: House of 1,000 Ha! Ha’s!  (2003)
- Felix the Cat Halloween Spectacular (2004)
- Felix the Cat: Buy This Comic (2005)
- Felix the Cat: Silly Stories (2005)

### Музыкография
- Felix Kept On Walking (1923)
- Here He Is Again (Being More Adventures of Felix) (1924)
- Fido Followed Felix (1924)
- Let’s All Follow Felix (That Dog-Gone Crazy Cat)
- Felix! Felix! Felix the Cat! (1928)
- Felix the Wonderful Cat (1958)

### Видеоигры и компьютерные программы
- Felix the Cat (1992) — видеоигра для Nintendo Entertainment System (в России — Dendy);
- Felix the Cat’s Cartoon Toolbox (1994) — программа, позволяющая создавать собственные мультфильмы о коте Феликсе.